# Mont-Saint-Jean (Aisne)
Mont-Saint-Jean é uma comuna francesa na região administrativa de Altos da França, no departamento de Aisne. Estende-se por uma área de 3,95 km². Em 2010 a comuna tinha 76 habitantes (densidade: 19,2 hab./km²).